# Leptochilus gemma
Leptochilus gemma är en stekelart som beskrevs av Giordani Soika 1970. Leptochilus gemma ingår i släktet Leptochilus och familjen Eumenidae. Inga underarter finns listade i Catalogue of Life.